# Mekarbakti (Bungbulang)
Mekarbakti is een bestuurslaag in het regentschap Garut van de provincie West-Java, Indonesië. Mekarbakti telt 4452 inwoners (volkstelling 2010).